# Viola Bayley
Viola Clare Bayley (* 8. Januar 1911 in Rye, Sussex; † Januar 1997) war eine britische Jugendbuchautorin von Abenteuer- und Kriminalgeschichten.

## Leben und Wirken
Viola Clare Wingfield Powles wurde am 8. Januar 1911 in Rye in der Grafschaft Sussex geboren. Ihre Eltern waren Isabel Grace Wingfield und Lewis Charles Powles. Die Ausbildung bekam sie in Effingham House, Behnke Drama School und Licenciate of the Guildhall School of Music.
Im Winter 1933 besuchte sie ihren Onkel, einen Richter am obersten Gerichtshof in Lahore in Indien. Dort traf sie Vernon Thomas Bayley (C.M.G., O.B.E.) von der Indian Imperial Police und verlobte sich mit ihm. Die Hochzeit fand in England statt. Anschließend kehrte sie mit ihrem Mann 1934 wieder nach Hangu in Indien zurück. 1935 zogen sie nach Delhi um. Im Laufe der Jahre reisten sie häufig nach Orten wie Simla und Gulmarg. Im Zweiten Weltkrieg arbeitete Viola Bayley in den RAF Chiffrierämtern in Delhi und anschließend als Privatsekretärin für die Frau des Gouverneurs. Nach dem Krieg, 1946, kehrten die Bayleys nach England zurück.
Das Centre of South Asian Studies in Cambridge ist im Besitz von Dokumenten, die Bayley dort übergeben hat. Es ist ein kurzes Memoir (1975) über das erste Jahr in Indien, und das 134-seitige One Woman’s Raj (1975/76) über ihre Zeit in Indien von 1933 bis 1946, welche in Stichworten veröffentlicht wurden. Daraus geht z. B. hervor, dass sie sich für die Geburt ihrer Kinder jeweils ins Heimatland begab.
Violas Mann bekam eine Stelle im Auswärtigen Amt. Es begannen Jahre der Veröffentlichungen und Reisen in verschiedene Länder, die sie als Schauplätze für ihre Romane nutzte. Sie schrieb auch für den „Children’s Club“ und andere Magazine.
Das Paar hat zwei Söhne und zwei Töchter.
Viola Bayley verstarb im Januar 1997.

## Werke
- The Wings of the Morning. James Nisbet and Company Limited, London 1956, zuerst 1936.
- The Ways of Wonderland. Verlag James Nisbet & Co, London 1947.
- The Dark Lantern. Dent, London 1954, zuerst 1951.
  - deutsch: Die Schwarze Laterne. Übersetzt von Angela Eyring, Schweizer Jugend-Verlag, Solothurn 1959.
- White Holiday. Children's Pr., London u. a., circa 1950.
- Storm on the Marsh. Dent, London 1953.
- April Gold. Dent, London  1954.
- Paris Adventure. Dent, London 1954. Nachdruck 1956.
  - deutsch: Abenteuer in Paris. Übersetzt von Edith Gradmann-Gernsheim, Schweizer Jugend-Verlag, Solothurn 1961.
- Little Mallows. J.M. Dent&Sons Ltd., London 1955.
  - Eine Überraschung jagt die andere oder  So tüchtig wie Tissie. (Little Mallows), übersetzt von Liselotte Weiger, Weichert, Hannover 1983.
- Lebanon Adventure. Dent, London 1955.
  - deutsch: Abenteuer im Libanon. Übersetzt von Edith Gradmann-Gernsheim, Schweizer Jugend-Verlag, Solothurn 1963.
- Kashmir Adventure. Dent, London 1956.
  - deutsch: Abenteuer in Kaschmir. Übersetzt von Erika Tenscher, Verlag Styria, Graz 1958.
- Turkish Adventure. Dent, London 1957.
- Corsican Adventure. Dent, London 1957.
- The Shadow on the Wall. Dent, London 1958.
  - deutsch: Schatten über Penderwick. Übersetzt von Edith Gradmann-Gernsheim, Schweizer Jugend-Verlag, Solothurn 1962.
- Swedish Adventure. Dent, London 1959.
- Mission on the Moor. Dent, London 1960.
- London Adventure.  Dent, London 1962, ISBN 0460055305.
- Italian Adventure. Dent, London 1954, ISBN  0460055291. 
  - deutsch:  Abenteuer in Italien. Übersetzt von Edith Gradmann-Gernsheim, Schweizer Jugend-Verlag,
- Scottish Adventure. (1965),  Childrens Book Club, 1966, ISBN 0460055283.
  - deutsch:  Abenteuer in Schottland. Übersetzt von Edith Gradmann-Gernsheim, Schweizer Jugend-Verlag, Solothurn 1966.
- Welsh Adventure. (1966), Children's Book Club, 1968, ISBN 9780460057028.
  - deutsch:  Abenteuer in Wales. Übersetzt von Edith Gradmann-Gernsheim, Maier, Ravensburg 1981.
- Austrian Adventure.  Dent, London 1968.
- Jersey Adventure. Dent, London 1969, ISBN 046005760X.
  - deutsch: Abenteuer auf Jersey. Übersetzt von Edith Gradmann-Gernsheim, Goldmann, München 1978.
- Adriatic Adventure. (1970)
- Caribbean Adventure.(1971)
  - deutsch:  Karibisches Abenteuer.  Übersetzt von Edith Gradmann-Gernsheim, Schweizer Jugend-Verlag, Solothurn 1972.
- Greek Adventure. (1972)
  - deutsch: Abenteuer in Griechenland.  Übersetzt von Minna Trittler, Maier, Ravensburg 1978.
- Shadows on the Cape. (1985)
  - deutsch: Flammen über dem Tafelberg. Übersetzt von Brigitte Barbacsy, aare, Solothurn 1985, ISBN 978-3-7260-0253-4.

### Kurzgeschichten in Sammlungen
- „Turn of the Tide“ in Collins Girl's Annual 1955
- „Walls of Snow“ in Collins Girl's Annual  (1953 ?) 128 pages
 ... in Stirring Stories for Girls, 1960, Duthie, Eric. Editor
 ... in The Favourite Book for Girls
 ... in Girls' Story Omnibus
  ...in The Splendid Book for Girls (about 1956)
- "The Latch Key" in Girls' Story Omnibus
- "Ten-Fifteen" in Girls' Story Omnibus

Eine Reihe von Viola Bayleys Werken wurde in andere Sprachen übersetzt, so ins Französische, ins Niederländische und ins Schwedische.

## Sonstige Schriften
- Bayley, Viola (1975–76), One Woman's Raj., (134 pp.) Unpublished memoir of life in India, 1933-46. Bayley (V) Papers. CSAS (Centre of South Asian Studies, U of Cambridge), archived from the original on 16 April 2015